# Ancilla albisulcata
Ancilla albisulcata is een slakkensoort uit de familie van de Ancillariidae. De wetenschappelijke naam van de soort werd in 1830 voor het eerst geldig gepubliceerd door George Brettingham Sowerby I.